# Zoica minuta
Zoica minuta är en spindelart som först beskrevs av McKay 1979.  Zoica minuta ingår i släktet Zoica och familjen vargspindlar.
Artens utbredningsområde är Western Australia. Inga underarter finns listade i Catalogue of Life.